# ربکا بارنارد
ربکا چیرنساید بارنارد (زاده ۲۶ دسامبر ۱۹۶۰) خواننده، ترانه‌سرا، تهیه‌کننده و نوازنده استرالیایی است. او از سال ۱۹۹۳ تا ۲۰۰۰ خواننده گروه امپراتوری ربکا بود. دومین آلبوم انفرادی او با نام ابدی در سال ۲۰۱۰ منتشر شد. پس از یک وقفه طولانی کمتر از هفت سال، بارنارد سومین آلبوم انفرادی خود را با نام Music for Listening and Relaxation در سال ۲۰۱۷ منتشر کرد. او اولین آلبوم جاز سولو خود را با نام The Night We Called A Day در سال ۲۰۲۳ منتشر کرد.
بارنارد یک نوازنده اهل ملبورن است که دارای طیف متنوعی از موسیقی است و در ژانرهای راک، پاپ و جاز جستجو می‌کند. او بیش از چهار دهه در صحنه موسیقی استرالیا نقش ثابتی داشته‌است.

## آهنگ‌شناسی

### آلبوم‌های انفرادی
| آلبوم                        | تاریخ انتشار | شماره کاتالوگ | تهیه‌کننده                    | نمودار AUS (ARIA). |
| ---------------------------- | ------------ | ------------- | ---------------------------- | ------------------ |
| مستحکم                       | ۳ آوریل ۲۰۰۶ | LADYBIRD1     | ربکا بارنارد و شین اومارا    | -                  |
| جاودانه                      | ۷ مه ۲۰۱۰    | LADYBIRD2     | ربکا بارنارد و بارنی مک آل   | -                  |
| موسیقی برای گوش دادن و آرامش | ۹ آوریل ۲۰۱۷ | گل وحشی۱      | ربکا بارنارد و مایکل دن الزن | -                  |
| شبی که آن را روز نامیدیم     | TBC          | TBC           | مونیک دی متینا               | -                  |

### آلبوم‌هایی با امپراتوری ربکا
| آلبوم       | سال  | ثبت شرکت و شماره کاتالوگ                       | تهیه‌کننده  | نمودار AUS (ARIA). |
| ----------- | ---- | ---------------------------------------------- | ---------- | ------------------ |
| راه همه چیز | ۱۹۹۶ | Eternity Recordings/Polydor (استرالیا) ۵۲۷۹۸۰۲ | شین اومارا | -                  |
| خوش آمدی    | ۱۹۹۹ | جشنواره B0000506O4                             | شین اومارا | -                  |

### همکاری‌ها
- ۱۹۸۶ - تغییر نام جامزی - آیا شما به زبان من صحبت می‌کنید؟ موسیقی متن - ارائه آواز در "ماه" و "دکتیو عشق".
- 1988 - Harem Scarem, Lo & Behold - خواننده‌های پشتیبان.
- ۱۹۸۸ - استفان کامینگز، نوع جدیدی از آبی - آواز هارمونی.
- ۱۹۹۱ - استیون کامینگز، طنز خوب - خواننده پشتیبان.
- ۱۹۹۲ - استفان کامینگز، تور بدون راهنما - بک آواز.
- ۱۹۹۲ - کریس ویلسون، خوانندگان محصور در خشکی، در آهنگ‌های "Big Mouth Baby" و "World Keeps Moving Sideways".
- ۱۹۹۲ - استیون کامینگز، لاو تاون - آواز هارمونی (برخی هارمونی).
- ۱۹۹۳ - کیت سبرانو، کیت سبرانو و دوستان - خواننده پشتیبان.
- ۱۹۹۳ - کری سیمپسون، Vévé - خواننده پشتیبان در "Vévé" و "Cowboys".
- ۱۹۹۳ - پل گرابوفسکی، فینیکس (موسیقی از مجموعه تلویزیونی ABC) - خواننده در "به دنیای جنایات بزرگ خوش آمدید".
- ۱۹۹۳ - تانیا لی، لحظه عالی - خواننده پشتیبان در "زمین جامد".
- ۱۹۹۴ - استفن کامینگز، Falling Swinger - خواننده پشتیبان.
- ۱۹۹۴ - غم‌های سیاه، Lucky Charm - خواننده‌های پشتیبان در آهنگ Down to the Sea.
- ۱۹۹۵ - دیو گرانی, The Soft 'N' Sexy Sound - خواننده پشتیبان.
- 1996 - Four Hours Sleep, More of Her - آواز در فیلم When I First Met You (با دیوید مک کامب).
- ۱۹۹۷ - رنه گیر، اختصاصی - بک خواننده در "صبح زیباً و "پس می‌توانم تو را دوست دارم".
- ۱۹۹۷ - دیو گرانی, شیطان درایوها - خواننده پشتیبان.
- ۱۹۹۸ - پل کلی، کلمات و موسیقی - دوئت با پل کلی در سریال She Answers The Sun (Lazybones).
- 1998 - RRRewind In The Chapel - خواننده اصلی که آهنگهای دیوینیل‌ها " زیبای خفته " و AC/DCای‌سی/دی‌سی " مرا تمام شب لرزاندی " را می‌خواند.
- ۱۹۹۹ - استیون کامینگز، Spiritual Bum - خواننده پشتیبان.
- ۲۰۰۱ - دبورا کانوی، کامپیوتر. آهنگ‌های پتسی کلین - بک آواز.
- ۲۰۰۱ - استیون کامینگز، Skeleton Key - آواز هارمونی.
- ۲۰۰۱ - پوزه, Managing Good Looks - بک خواننده در Kickin' Up A Racket و Prince of Plainsong.
- 2002 - The Women at the Well خواننده آهنگ پل کلی او نادر است.
- ۲۰۰۲ - دست‌های بستنی، آواز در آلبوم Broken UFO.
- ۲۰۰۳ - استیون کامینگز، Firecracker - خواننده‌های پشتیبان را ارائه می‌دهد.
- 2003 - Barb Waters, Rosa Duet - Wipe Away My Tears - آواز با لیزا میلر و بارب واترز.
- 2003 - Cell Count Blues - David Stephens & Emma O'Brien, "Living Soul" "آهنگ‌های اصلی امید، عشق، خنده، شجاعت، صلح و اراده برای زندگی، نوشته افرادی که زندگی آنها تحت تاثیر سرطان قرار گرفته‌است."
- ۲۰۰۵ - استیون کامینگز، Love-O-Meter - خواننده پشتیبان.
- ۲۰۰۵ - تیم راجرز، آهنگ‌های کثیف ران/شبح - بک آواز در I's Rather Be Krund و Social Pages.
- ۲۰۰۶ - آدری‌ها، بین دیشب و ما - آواز در "Pale Dress".
- ۲۰۰۶ - راک کویز، دوئت با تیم راجرز در توقف کشیدن قلب من در اطراف (زنده).
- ۲۰۰۶ - تو من هستم, محکومین - خواننده پشتیبان.
- ۲۰۰۷ - استفان کامینگز، سفر فضایی - خواننده پشتیبان.
- ۲۰۰۷ - راک کویز - راه طولانی تا اوج است (اگر می‌خواهید راک اند رول کن - دوئت با کوچا ادواردز (زنده).
- ۲۰۱۲ - تیم راجرز، راجرز راجرستاین را می‌خواند - آوازهای اضافی در "Out of Our Tiny Lil Minds" و "The FJ Holden".
- ۲۰۱۳ - دیوید بریدی، Take The Next Illusionary Exit - خواننده مهمان.
- ۲۰۱۴ - گای پیرس، استخوان‌های شکسته
- 2015 - Dan Lethbridge, Inner Western - خواننده در "Close the Deal" و "Do No Harm".
- ۲۰۱۶ - پروژه استخوان‌های مزاحم، "The Children" و "Now That Our Babies Have Grown" دو نفره با پل کلی.